# Слобозија-Конаке (Галац)
Слобозија-Конаке (рум. Slobozia-Conache) насеље је у Румунији у округу Галац. Oпштина се налази на надморској висини од 70 m.

## Становништво
Према подацима из 2011. године у насељу је живело 7234 становника.